# Jérémy Basquaise
Jérémy Basquaise (21 settembre 1985) è un giocatore di beach soccer francese, di ruolo attaccante.